# Jean Charles Pierre Lenoir
Pour les articles homonymes, voir Lenoir.
Jean Charles Pierre Lenoir ou Le Noir, seigneur de Trilbardou, né le 10 décembre 1732 à Paris et mort, le 17 novembre 1807 dans cette ville, est un magistrat et administrateur français.
Personnalité au bilan contrasté, pervers selon certains, réformiste prudent selon d'autres, il fait rétablir l'institution du mont-de-piété, qui a été supprimé par Anne d'Autriche en 1644 sous la pression des usuriers.

## Biographie
Issu d’une lignée de magistrats et de financiers, Jean Charles Pierre Le Noir est le fils de Jean Charles Joseph Lenoir (1687-1754), conseiller puis lieutenant civil au Châtelet de Paris, auditeur des comptes, et de Marie-Anne Lenoir (fille du fermier général Guillaume Le Noir de Cindré). Il est le beau-frère du grammairien Augustin Jogues de Guédreville. Marié à Marie Nicolle Denis puis à Sophie Élisabeth Huguenin (veuve du vicomte Gratien de Flavigny et grand-mère de Maurice de Flavigny), il est le beau-père de l'intendant Antoine François Boula de Nanteuil.
Il commence sa carrière par des charges judiciaires. Il occupe ainsi celles de conseiller au Châtelet de Paris (1752), de lieutenant particulier (1754), puis de lieutenant criminel au Châtelet de Paris (1759), de maître des requêtes (1765) et enfin de président au Grand Conseil (1768).
Il est à cette occasion rapporteur de la commission du procès de la Chalotais et on l'envoie rétablir le Parlement de Pau et apaiser les esprits de celui de Provence.
Il est nommé lieutenant général de police de Paris le 30 août 1774, en succession de Sartine dont il est l'ami. Il s'oppose alors à la politique de Turgot, considérant que la libéralisation des grains est nuisible au peuple de Paris. Lenoir, pour qui la question frumentaire devait être considérée sous l'angle de ce que l'historien Edward Palmer Thompson a qualifié d'« économie morale de la foule », s'attache  à défendre les idées de  « juste prix » et de responsabilité paternelle du roi envers ses sujets. Turgot, pour s'en débarrasser, lui propose alors la place de lieutenant civil, qu'il refuse. 
Quand les premiers troubles de la guerre des farines se manifestent le 3 mai, les journaux à la main et les gazettes lui reprochent sa mauvaise gestion des troubles populaires, pire, à l'instar de la Correspondance littéraire secrète de Metra
(9 mai 1775), d'avoir participé à un complot, à un pacte de famine selon l'expression du temps. Il lui est demandé de donner sa démission le 4 mai. Joseph d'Albert, intendant du commerce chargé du département général des subsistances, « économiste très outré », proche de Turgot, est nommé pour lui succéder. 
La crise passée, après la démission de Malesherbes, de Turgot et d'Albert, Lenoir retrouve la lieutenance générale de police le 17 juin 1776.
Un mémoire imprimé adressé à Marie-Thérèse d'Autriche (Détail de quelques établissements de la ville de Paris, demandé par sa majesté impériale, la reine de Hongrie, 1780) témoigne de son activité dans le domaine de l'approvisionnement et de ses efforts en matière de salubrité et d'utilité publique. Il s'attelle à la création d’une école de boulangerie et d'ateliers d'ouvriers, à la création de halles au grain et de marché, marqué qu'il est par l'épisode de 1775. On lui doit aussi des mesures contre les incendies, pour la prohibition du cuivre et du plomb dans le transport et le conditionnement des denrées, l'établissement des piliers dans les carrières sud de Paris ainsi que l'éclairage continu des rues principales de la capitale. Toutes ses mesures révèlent les grandes lignes d'un programme hygiéniste et modernisateur qu'il défend dans ses Mémoires.
Un autre aspect bien connu de son office fut son rôle au sein de la police de la librairie, dans la traque des « mauvais livres » et le contrôle de l'imprimé. Son activité suscite une foule d'opposants et de détracteurs, à commencer par les littérateurs qui voient leurs ouvrages refusés ou les libellistes qu'il pourchasse. 
Il attache une importance considérable à la surveillance des “mauvais sujets” et aux déplacements des étrangers dans la capitale. Il est de même fort attentif aux mouvements et aux humeurs de la population parisienne, à l'expression des mécontents et à tout ce qui peut troubler le corps social. Il dénonce à l'occasion les dangers du mesmérisme considéré comme un élément de désordre. Il dispose d'agents officiels et officieux  pour mener à bien son office et entretient de bons rapports avec des écrivains et publicistes comme Brissot ou Beaumarchais. Ce dernier bénéfice de sa protection dans l'affaire Kornman. En somme, le maître-mot de son activité est bien celui de « contrôle social » et sa lieutenance apparaît à ce titre comme un jalon important dans le processus de naissance d'une police moderne.

Lettre manuscrite de Jean–Charles–Pierre Le Noir, lieutenant général de police de Paris, alertant Antoine–Jean Amelot de Chaillou, secrétaire d’État de la Maison du Roi, de l’affichage d’un placard au contenu illicite, 22 juillet 1782. Archives nationales de France
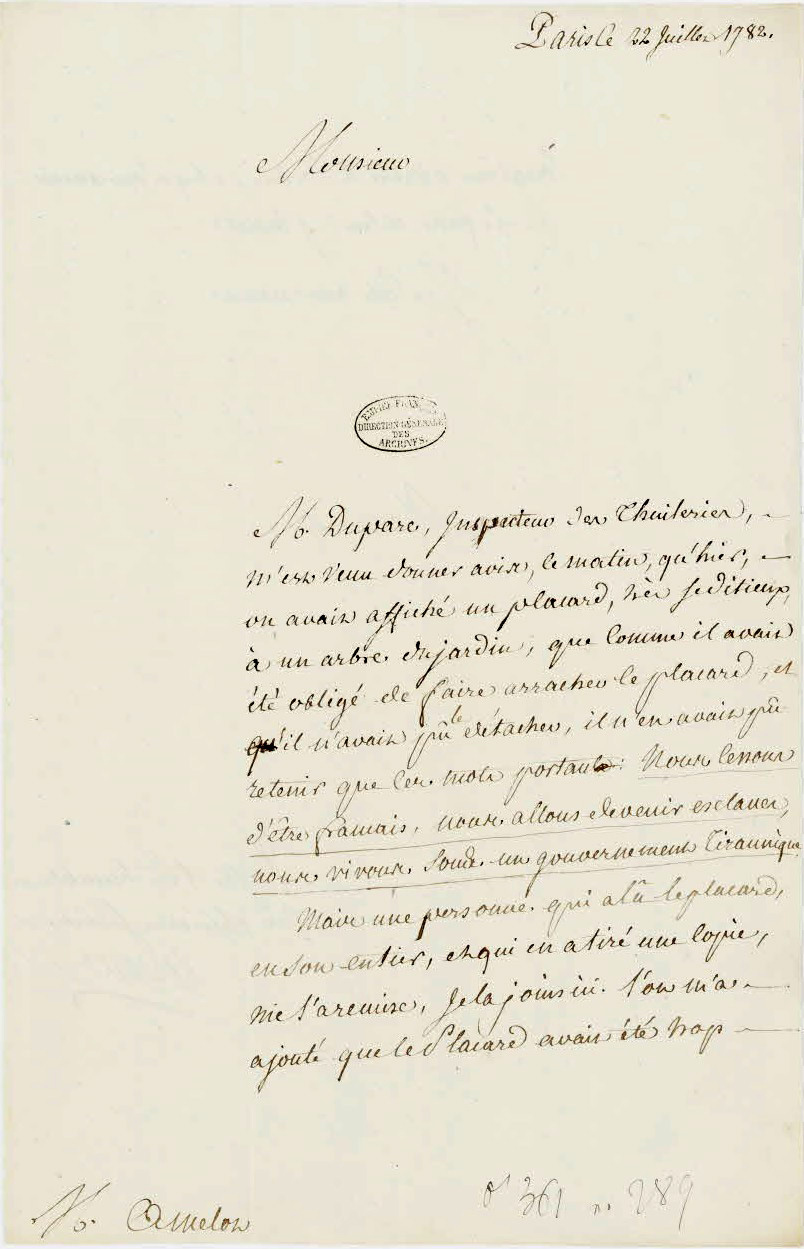
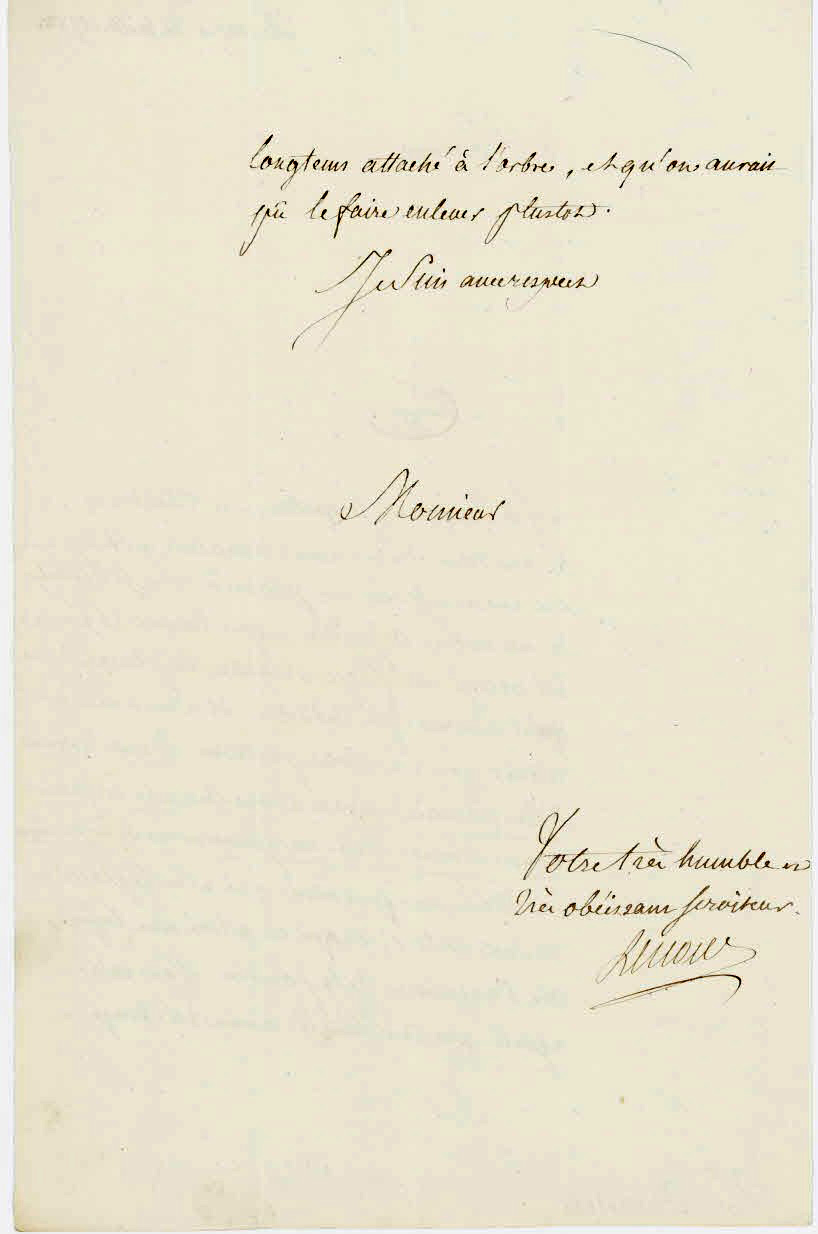

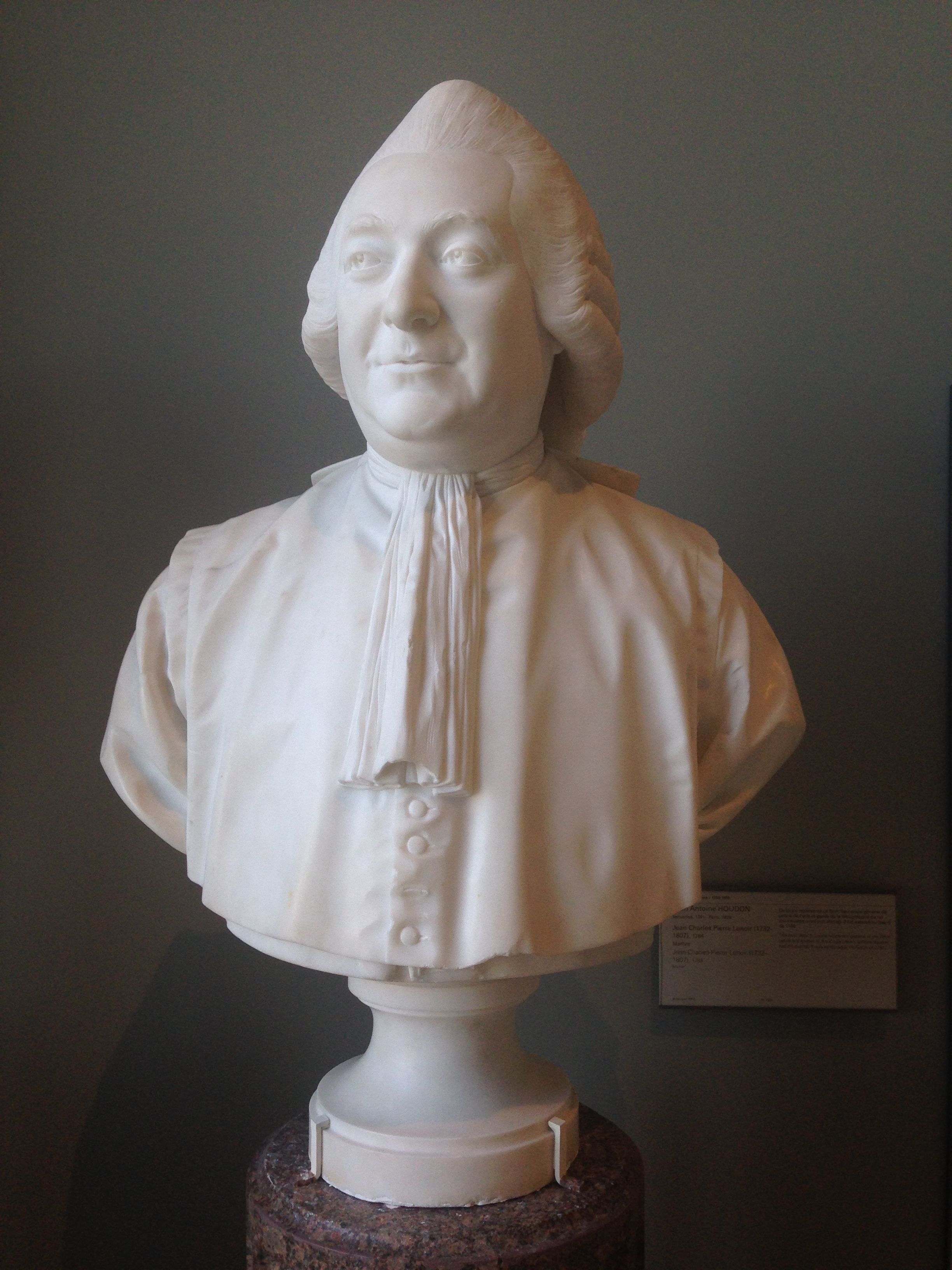
Buste en marbre de Lenoir par Houdon, 1784, collections du musée du Louvre.

Son activité et ses liens avec Calonne lui valent de nombreuses critiques de la part d'une partie de l'opinion qui l'érige en  symbole du « despotisme ministériel ». Il est ainsi la victime d'une série de pamphlets qui cherchent à le noircir et, fatigué par les assauts de ses ennemis, il démissionne de son office au mois d'août 1785. Il est peu de temps auparavant nommé comme intendant et garde du cabinet des livres, manuscrits, médailles et raretés antiques et modernes, puis garde de la  Bibliothèque du Roi (1784). Il occupe la  présidence de la Commission royale des Finances (1785). En 1785, juste avant l'arrestation du cardinal de Rohan, il démissionne de son poste de lieutenant général de police car il est soupçonné d'être impliqué dans l'affaire du collier de la reine.
L'un de ses plus farouches adversaires de l'époque est sans doute Jean-Louis Carra, qui l'accuse de malversation et d'abus de pouvoir. Un ouvrage en particulier nous donne une bonne idée de la légende noire qui se met alors en place à ses dépens. Dans L'An 1787  : précis de l'administration de la bibliothèque du Roi, il est  dépeint comme l'un des « monstres humains, de ces fléaux de corruption » qui n'a de cesse de « fouiller dans l’intérieur des familles et d’en publier les secrets et les faiblesses pour amuser la cour et la ville » et « dont la fausseté de cœur et l'obscurité dans les idées sont les preuves les plus signalées d'une difformité morale absolue, et d'une organisation perfide ». 
Après avoir participé à l'Assemblée des notables et redouté les premiers moments de la Révolution, il démissionne en 1789 et Louis Lefèvre d'Ormesson de Noyseau lui succède comme maître de la Librairie. Il gagne la Suisse, accompagné sur la route par le baron de Salis, et s'y installe en octobre 1789. Il y bénéficie de la générosité d'anciens amis et membres du gouvernement. Pour contrer les effets de brochures et des recueils qui dénoncent son "despotisme", à l'instar de la Police de Paris dévoilée, de Pierre Louis Manuel, il entreprend  la rédaction de ses Mémoires, afin de justifier le bilan de son administration, pour réaffirmer ses principes et témoigner de l'humanité dont il fit preuve à la tête de la police. Son entreprise, qui devait rester à l’état de brouillon, s'apparente un traité sur la police en quatorze titres, dont seuls les cinq premiers ont une forme définitive. Elle se présente comme une apologie manifeste de la police sous l’Ancien Régime, mais révèle aussi « un homme des Lumières, pragmatique, qui souhaite réformer l’État en douceur », comme en témoignent les travaux de Vincent Milliot. 
Les progrès des armées françaises lui font gagner Vienne où il reçoit un bon accueil. Il est à l'occasion présenté à l'empereur Paul Ier qui lui propose un poste à la Cour de Russie. Mais il décide de regagner Paris. Il est ruiné. À en suivre la notice de la biographie de Michaud, « un homme à qui il avait rendu service, et qui était devenu riche, lui offrit une petite maison de campagne ». Il mourut à Paris cinq ans après son retour, âgé de 75 ans.
Il s'était marié avec Mademoiselle de Montmorency-Laval, qui, devenue veuve, se remariera à M. de Plaisance.
Il est évoqué par Jean-Jacques Rousseau dans la deuxième promenade des Rêveries du promeneur solitaire. Greuze a fait son portrait